# Franz Horr Stadion
Il Franz Horr Stadion, ufficialmente Generali-Arena, è uno stadio calcistico austriaco situato nel distretto viennese di Favoriten-Laaer Berg. Viene utilizzato come sede delle partite casalinghe dall'Austria Vienna, uno dei club più importanti del Paese.
Inaugurato nel 1925, è stato ristrutturato molte volte nel corso della storia: nel 2008 e tra il 2016 ed il 2018 le gradinate Nord ed Est sono state completamente rifatte su due livelli. La tribuna Nord adesso include una nuova Top-VIP area. Dopo queste modifiche la capienza dello stadio è di 17.600 spettatori che scendono a 15.500 per le partite della UEFA.

## Storia
Lo stadio venne inaugurato il 30 agosto 1925 e in origine si chiamava České srdce ("Cuore ceco"), in quanto sede dello Slovan Vienna, la società che rappresentava l'etnia ceca nella capitale austriaca. La gara inaugurale fu giocata tra questo club e l'Hertha Vienna, e terminò 1-0 per lo Slovan. Fino al 1935 ospitò le partite dello Slovan nella massima serie austriaca, in questo periodo aveva una capacità di 15.000 spettatori.
Nel corso della seconda guerra mondiale lo stadio è stato notevolmente danneggiato, e successivamente ricostruito. Nel 1973 divenne proprietà dell'Austria Vienna che ne fece il proprio nuovo stadio, ribattezzandolo l'anno successivo in onore di Franz Horr, ex presidente della Wiener Fußball-Verband.
Il club utilizza il Franz Horr Stadion principalmente per le partite di campionato, in quanto le gare in ambito UEFA sono generalmente giocate all'Ernst Happel Stadion, che ha una capacità di quasi 50.000 spettatori.
Nel dicembre 2010, in seguito a un accordo di sponsorizzazione con la compagnia Assicurazioni Generali, valido per cinque anni e rinnovabile per altri cinque, lo stadio prende il nome di Generali-Arena.

## Finali ospitate
- Coppa d'Austria 1981-1982:  Austria Vienna- Wacker Innsbruck 3-1 (ritorno)
- Supercoppa d'Austria 2003:  Austria Vienna- Kärnten 2-1